# نیتزا شاول

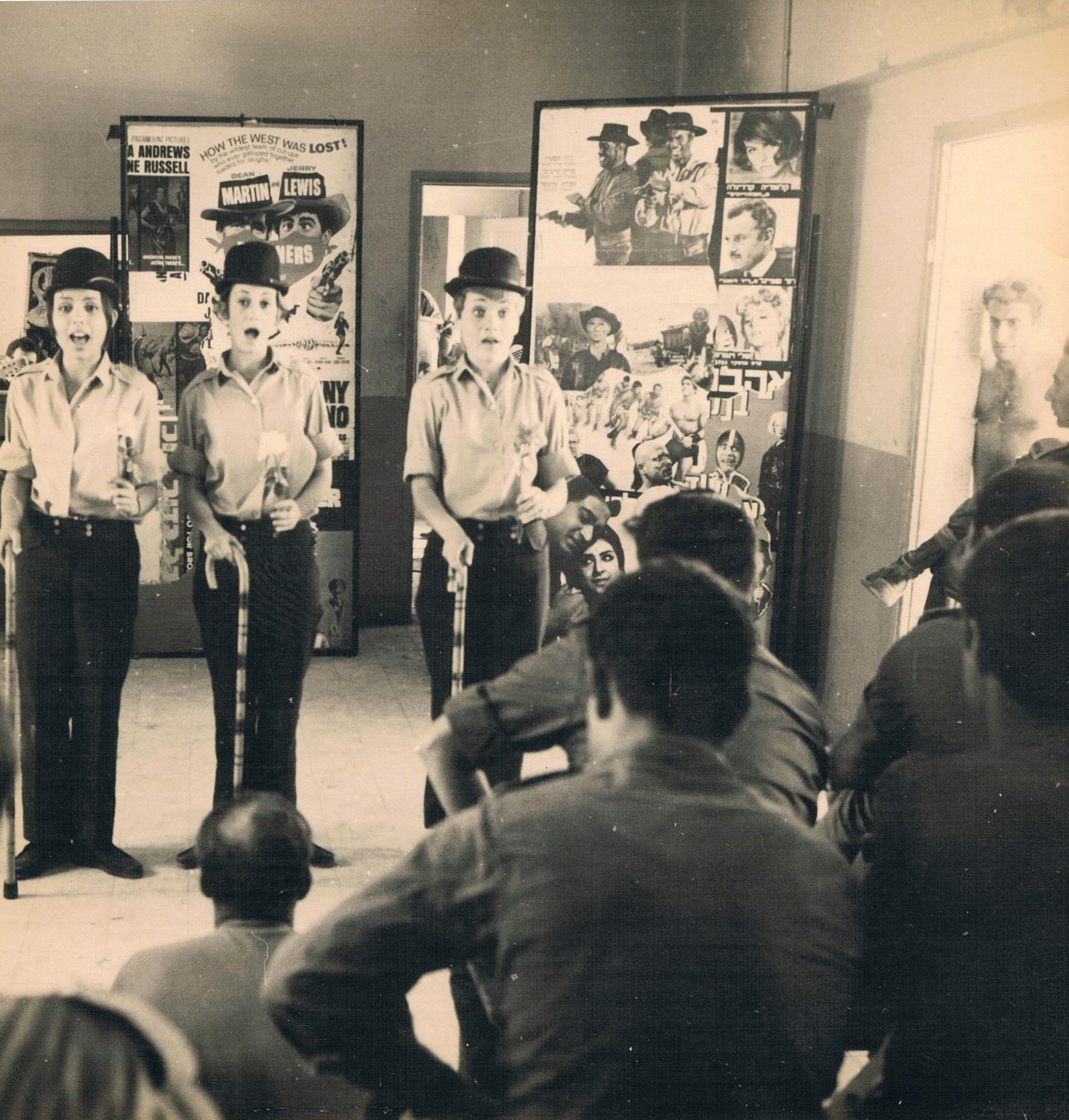
گروه فرماندهی مرکزی در سال۱۹۶۹ با موزیکی از چارلی چاپلین، در قسمت راست، گالیا یشای، در مرکز افرات لاوی، در قسمت چپ نیتزا شاول

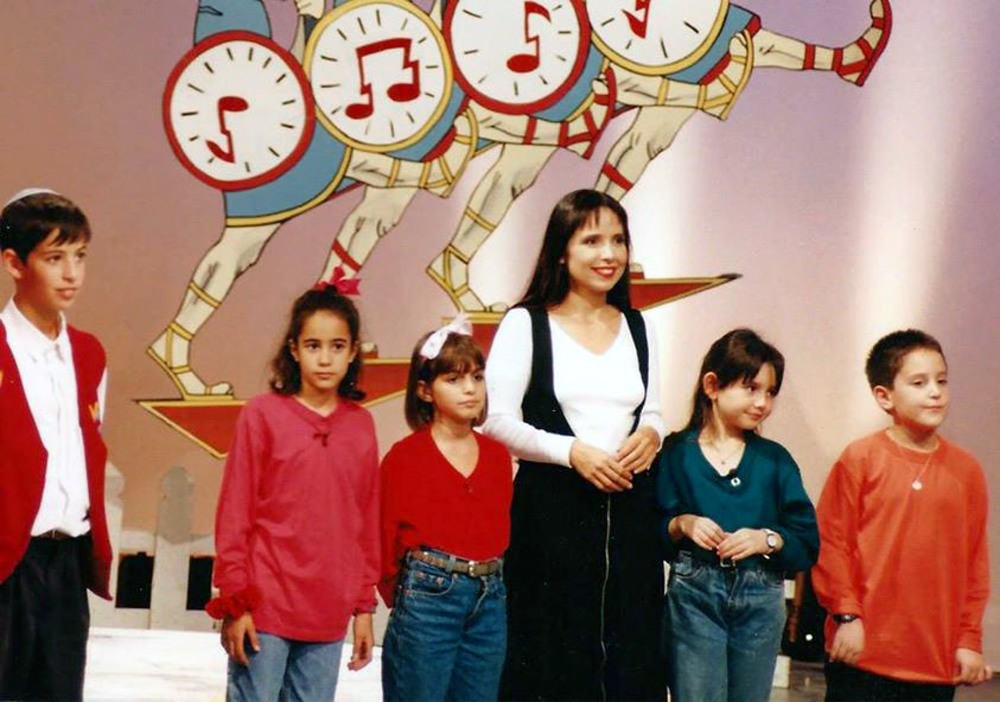
نیتزا شاول مجری و ارائه دهنده برنامه تلویزیونی " موسیف " که از شبکه ۲ پخش می‌شود.

نیتزا شائول (زاده ۲۵ ژوئن ۱۹۵۰) هنرپیشه تئاتر سینما و تلویزیون، و طراح موسیقی و نوازندهاسرائیلی می‌باشد. نیتزا جایزه امی را برای یک عمر تلاش نمودن در سال ۲۰۲۲ کسب کرد.

## زندگی‌نامه
نیتزا در تل‌آویو زاده شد و در تل آویو رشد پیدا کرد. نیتزا در دوران جوانی نوازندگی پیانو، گیتار کلاسیک و توسعه صدا را فراگرفت. و سپس خدمت سربازی خودش را در گروه فرماندهی مرکزی به پایان رساند و در آن مکان با همسرش، دورون سالومون نیز آشنا شد و بعدها با یک دیگر ازدواج کردند. حاصل ازدواج آنان ۲ فرزند دختر است. نام‌های آنان به ترتیب: ایتان سالومون (نوازنده) و گال سالومون (هنرمند).

### دهه ۸۰ تا۹۰
در دهه ۱۹۸۰ نیتزا علاوه بر حضور در بی‌بی‌سی، در مینی سریال تلویزیونی "کسلر" نقش آفرینی کرد و نقش آفرینی‌های میهمان را در سریال‌هایی همانند" دکتر هو "، ایست اندرز و "چشم گربه هاً ایفا نمود. در سال ۱۹۹۲ نیتزا در نمایش کودکان "دو ری می فه" دیده شد. بعد از برگشتنش به اسرائیل، نیتزا نیز آغاز به حضور در تلویزیون نمود و در سریال‌های " فلورنتین " و " رامت آویو گیمل " نقش آفرینی کرد. بین سال‌های ۱۹۹۳ تا ۱۹۹۴ نیتزا مجری برنامه کودک «مصیف» و برنامه «حاشیه خفاش» بود. هر دو برنامه با فرانچایز پخش «رشت» از شبکه دو اسرائیل پخش می‌گردید. نیتزا به اندازه ۳ سال برنامه‌های آوازه گری موسیقی فیلارمونیک اسرائیل را در کانال دو ویراستار و کارگردانی نمود. در سال ۱۹۹۶ نیتزا در با همکاری دوبی گال در فیلم "پدر کیست" الی کنر نقش آفرینی کرد. نیتزا در سال ۲۰۰۵ در برنامه " دست افشانی با ستاره‌ها " شرکت نمود، برنامه‌ای که با دنیس بلوتزرکوفسکی رقصید. هر دوی آنان در مقام سوم جای گرفتند. در همان سال، او بار دیگر نقش «سیلویا رامپانت» را در موسیقی «همانندفیلم» نقش آفرینی کرد.